# Porcellio aghousi
Porcellio aghousi är en kräftdjursart som beskrevs av Paulian de Felice1941. Porcellio aghousi ingår i släktet Porcellio och familjen Porcellionidae. Inga underarter finns listade i Catalogue of Life.